# Ивановский район (Херсонская область)
Ива́новский райо́н (укр. Іванівський район) — упразднённая административная единица в восточной части Херсонской области Украины. С 2020 года территория района входит в состав Генического района.

## География
На севере граничил с Нижнесерогозским районом Херсонской области, на востоке — с Акимовским районом Запорожской области, на юге и западе — с Геническим и Новотроицким районами Херсонской области.

## История
Образован в 1923 году в составе Мелитопольского округа. В 1931 упразднён, территория присоединена к Нижнесерогозскому району. Восстановлен в 1935 году в составе Днепропетровской области. В 1939 передан в состав Запорожской области. В 1944 году стал частью Херсонской области.
17 июля 2020 года в результате административно-территориальной реформы район вошёл в состав Генического района. На его территории была сформирована Ивановская поселковая община.